# Moritz Hensoldt

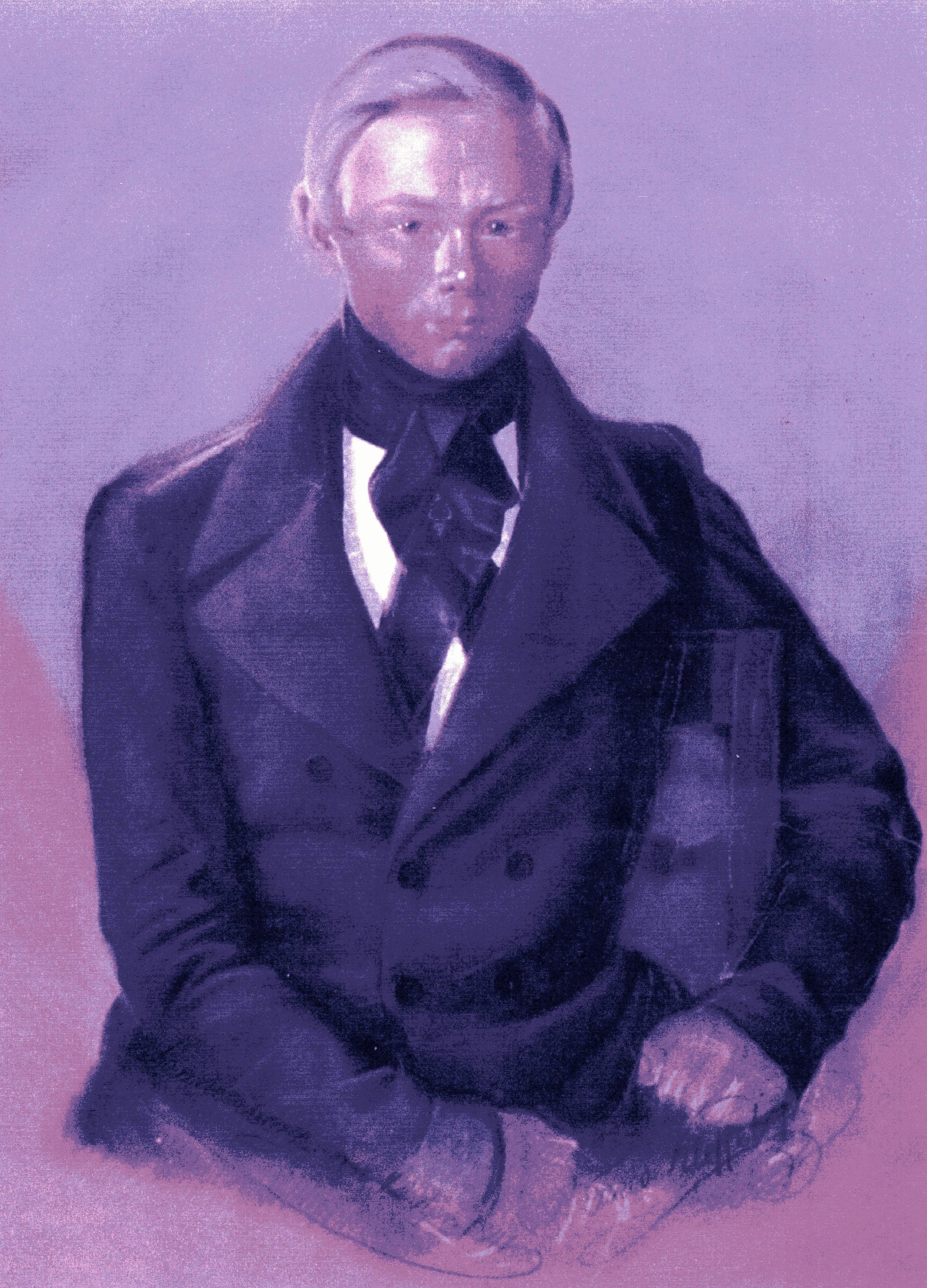
Jugendbildnis nach einem Pastell von F. Kleffedorfer, 1841

Moritz Carl Hensoldt (* 11. November 1821 in Lindenau, Thüringen; † 10. Oktober 1903 in Wetzlar) war ein deutscher Unternehmer und gilt als ein Wegbereiter der Optik. Er war Mitbegründer der optisch-feinmechanischen Industrie Wetzlars.

## Leben
Geboren wurde Moritz Hensoldt am 11. November 1821 im thüringischen Lindenau (heute ein Stadtteil von Heldburg) als Sohn des späteren herzoglichen Amtssekretärs Heinrich Christoph Hensoldt und seiner Ehefrau Karoline Margarethe geb. Engel, die mit ihren Kindern nach 1829 nach Sonneberg (Thüringen) gezogen waren. Sein Vater verfasste 1845 die Beschreibung der durch ihren Welthandel berühmten Stadt Sonneberg im Herzogthum Sachsen-Meiningen. 
In Saalfeld wurde Hensoldt bei dem Münzmechanicus und Graveur Andreas Wiskemann zum Feinmechaniker ausgebildet, verließ wegen seiner guten Aufführung die Lehrstelle vorzeitig mit dem Gesellenbrief und arbeitete anschließend zunächst in Kassel bei der Firma F.W. Breithaupt (1842/43), später in Hamburg bei A.& G. Repsold. Dort lernte er im Frühjahr 1846 Carl Kellner kennen, dessen Werkstätte nach seinem Tode ab 1870 Ernst Leitz übernahm.
Es entwickelte sich zwischen den beiden so unterschiedlichen Männern eine tiefe Freundschaft, die ihre nächsten Lebensjahre bestimmte.
Mit gleichen Interessen und Fähigkeiten begabt, haben Kellner und Hensoldt insgesamt dreimal versucht, eine gemeinsame Werkstatt zu gründen und darin zusammenzuarbeiten. Ihre grundverschiedene Wesensart jedoch ist die Ursache dafür, dass jeder ihrer Versuche gescheitert ist. Dennoch haben die sechs Jahre ihrer Freundschaft, dokumentiert in 44 erhaltenen Briefen, die Carl Kellner Moritz Hensoldt zwischen 1846 und 1852 schrieb, beide Männer geprägt und ihre Arbeit maßgeblich beeinflusst. Dies gilt besonders für Hensoldt, der den früh verstorbenen Freund um fast 50 Jahre überlebt hat.
Im Hause von Carl Kellners Schwester Mathilde Hinckel hat Moritz Hensoldt seine spätere Ehefrau Christine Ohlenburger, eine Cousine Mathildes und Carls, kennengelernt und 1854 in Sonneberg geheiratet.
Kurz nach seiner Rückkehr aus Hamburg gründete er in Sonneberg am 15. April 1847 eine kleine Werkstatt (später Hensoldt AG). Das offizielle Gründungsdatum der Firma Hensoldt, der 1. April 1852, kann neuesten Erkenntnissen nicht mehr standhalten. Am 1. Oktober 2006 hat die zur Zeiss-Gruppe gehörende Wetzlarer Hensoldt AG in Carl Zeiss Sports Optics GmbH umfirmiert.
Die große Verbundenheit zum Vater mag eine der Ursachen sein, dass das Ehepaar zunächst im Raume Sonneberg verblieben ist. Die Stationen dort sind Oberlind und Neustadt bei Coburg, wo Hensoldt jeweils ein Haus mit Werkstatt besessen hat. Dort sind auch die ersten der neun Kinder des Ehepaares, von denen sieben am Leben geblieben sind, geboren worden.

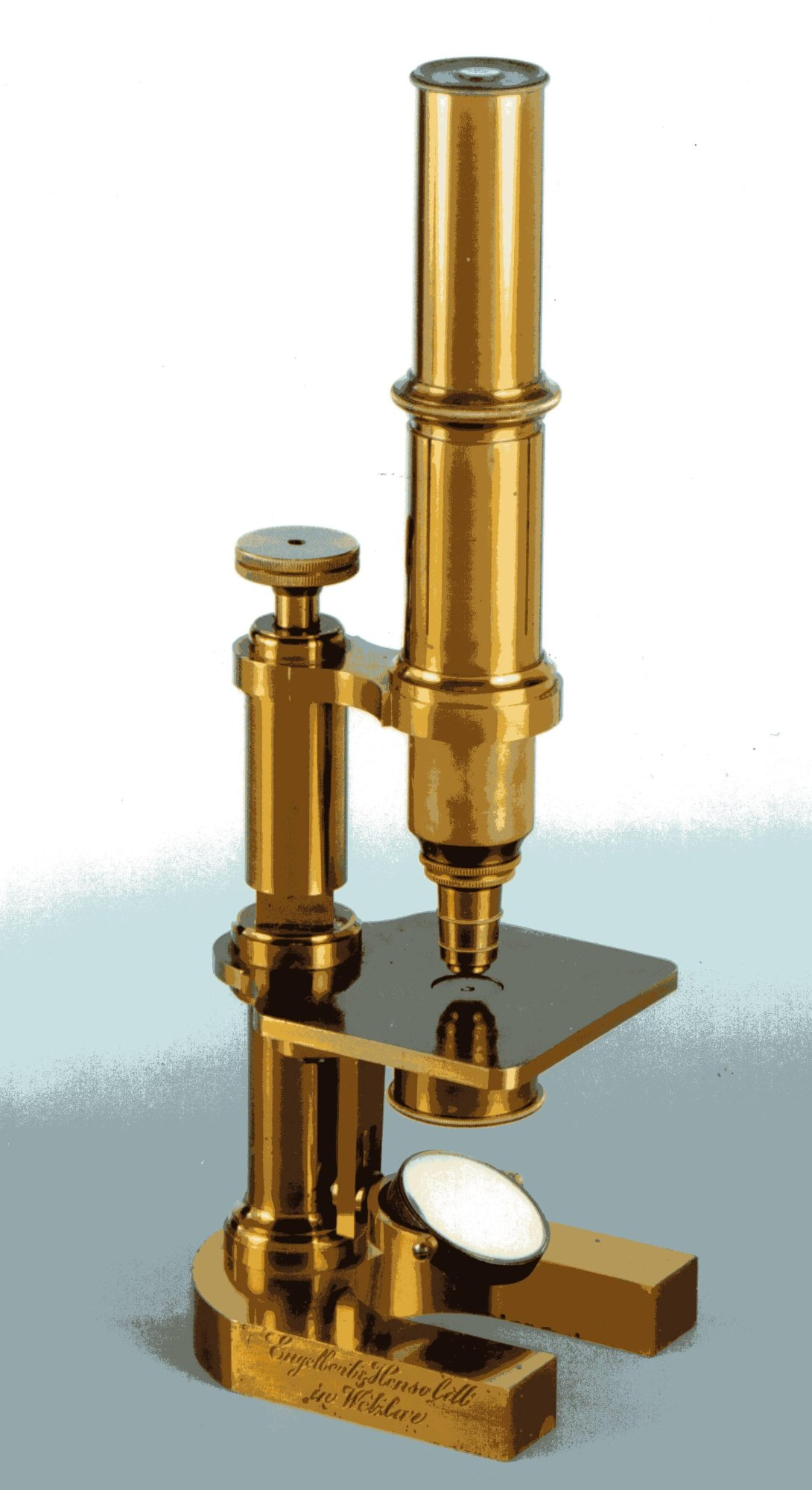
Mikroskop mit Hufeisenstativ von Engelbert & Hensoldt, um 1870

Der Tod des Vaters im September 1859 und die Bindungen, die beide zum Raume Wetzlar hatten, sind wohl die Ursache gewesen, dass Moritz Hensoldt mit einem weiteren Cousin seiner Frau, dem Mechaniker und Optiker Louis Engelbert aus Solms-Oberndorf, den er von seinen Wetzlarer Aufenthalten her kannte, 1861 in Braunfels (beides im damaligen Kreis Wetzlar) die Firma Engelbert & Hensoldt gründete, die sich mit dem Bau von Mikroskopen bald einen guten Namen machte.
Ab Ende 1865 erfolgte der endgültige Umzug beider Familien nach Wetzlar.

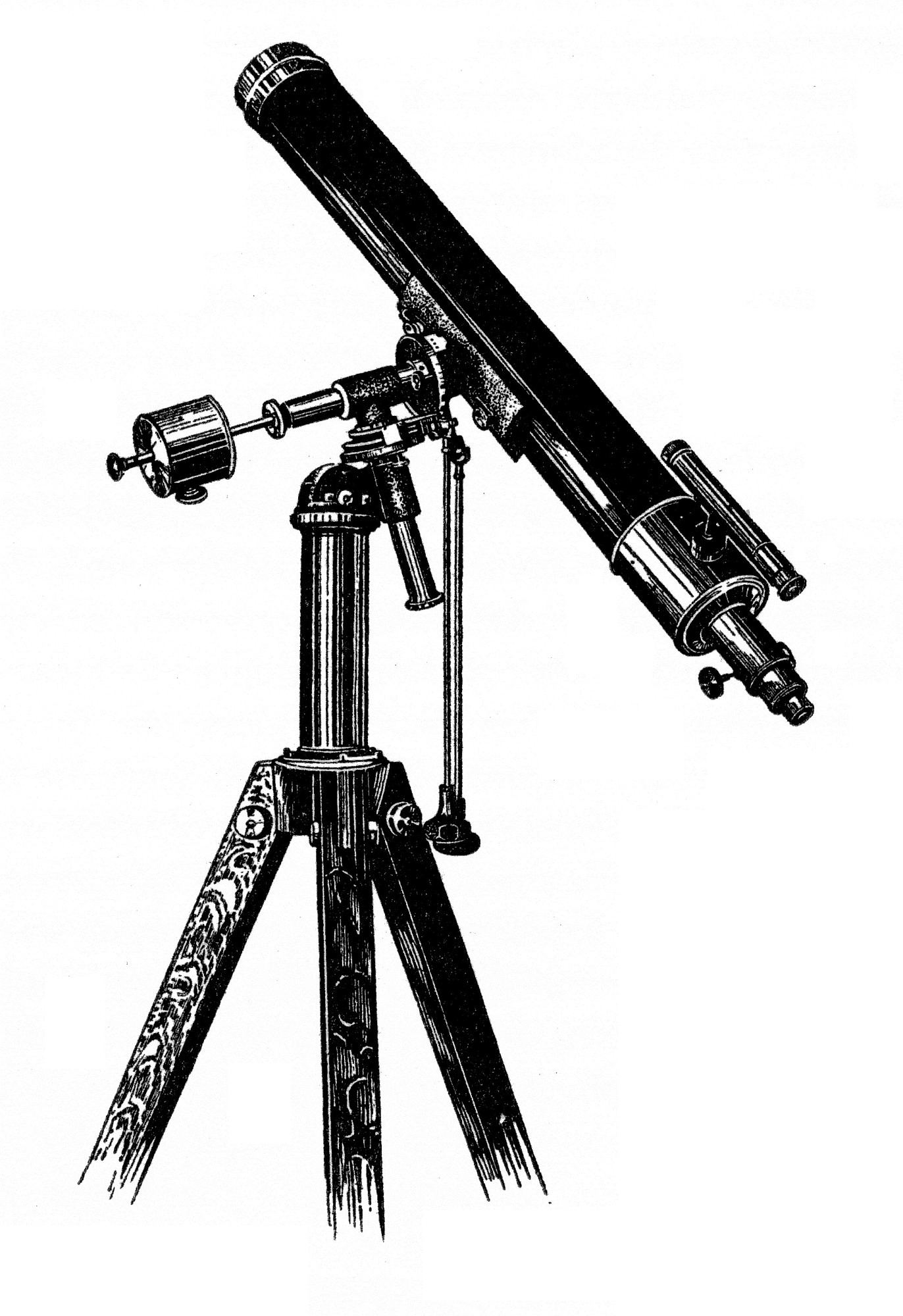
Astronomisches Fernrohr

Dort begann Hensoldt ab 1877, unter eigenem Namen Instrumente, vor allen Dingen Fernrohre zu bauen, blieb aber Engelbert bis zu dessen Tode 1887 geschäftlich und in Freundschaft verbunden.
Die folgenden Jahre sind gekennzeichnet von einem stetigen Aufstieg des zunächst rein handwerklichen Betriebs.

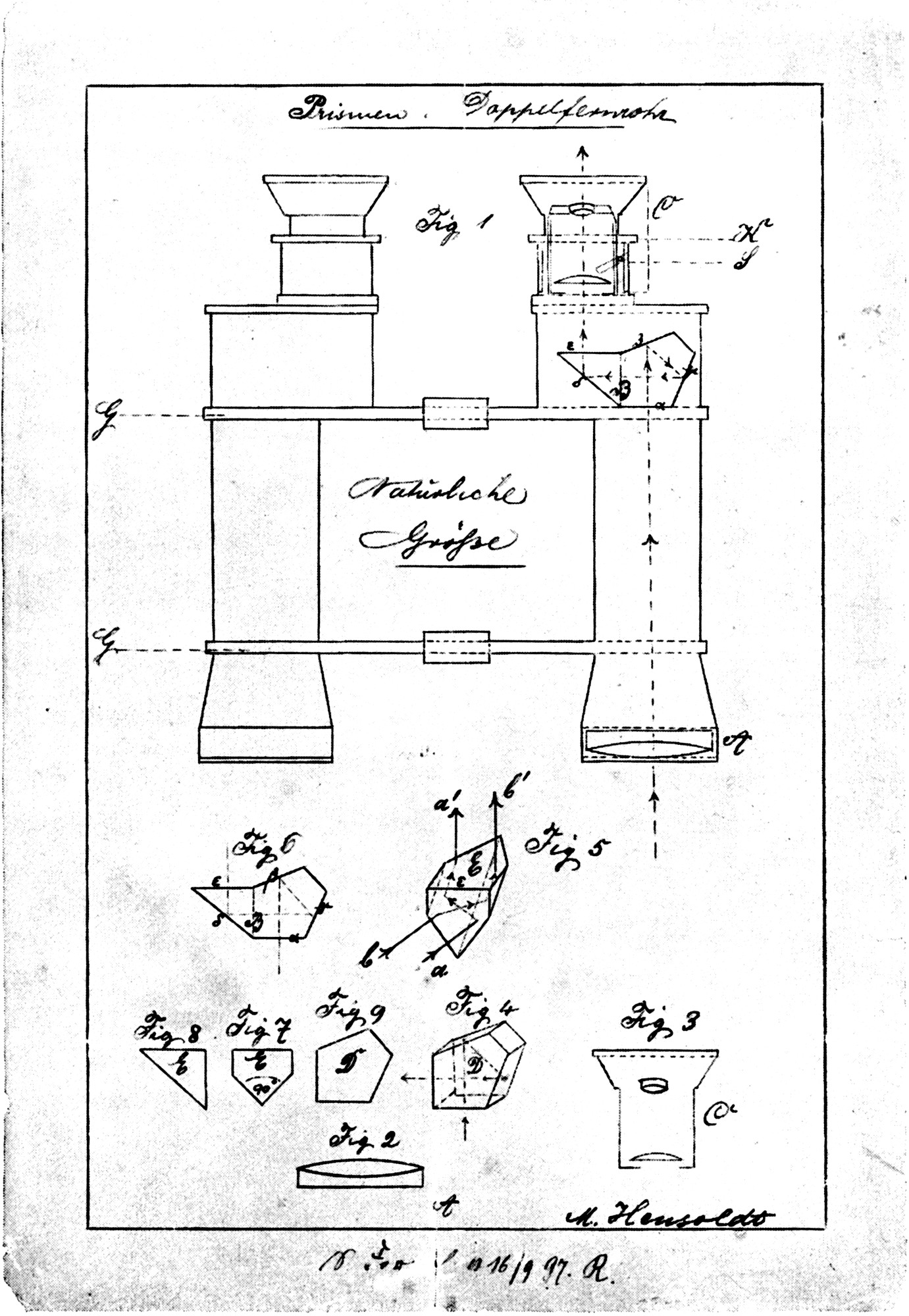
Eigenhändige Konstruktionszeichnung Moritz Hensoldts eines Prismenfeldstechers mit dialytischem Pentaprisma, 1897

Moritz Hensoldt machte sich in der Fachwelt einen Namen mit einer Reihe von Eigenentwicklungen, vor allem auf dem Fernglas- und dem geodätischen Sektor. Seit 1880 belieferte die Firma zunächst das britische, später das deutsche Heer in großem Umfang mit ihren Erzeugnissen.
Auch auf dem Gebiet der Fernrohre, später der binocles (Doppelfernrohre), für den privaten und jagdlichen Gebrauch, astronomische Fernrohre und Messgeräte, hat sich die Firma schon früh einen Namen gemacht. Die geschäftlichen Erfolge waren auch die Ursache für die Errichtung eines stattlichen Fabrikneubaus 1895 an der Sophienstraße.
1896 wurden seine Söhne Waldemar und Carl Teilhaber des Unternehmens. Moritz Hensoldt ging bis zuletzt tagtäglich seiner Arbeit nach.

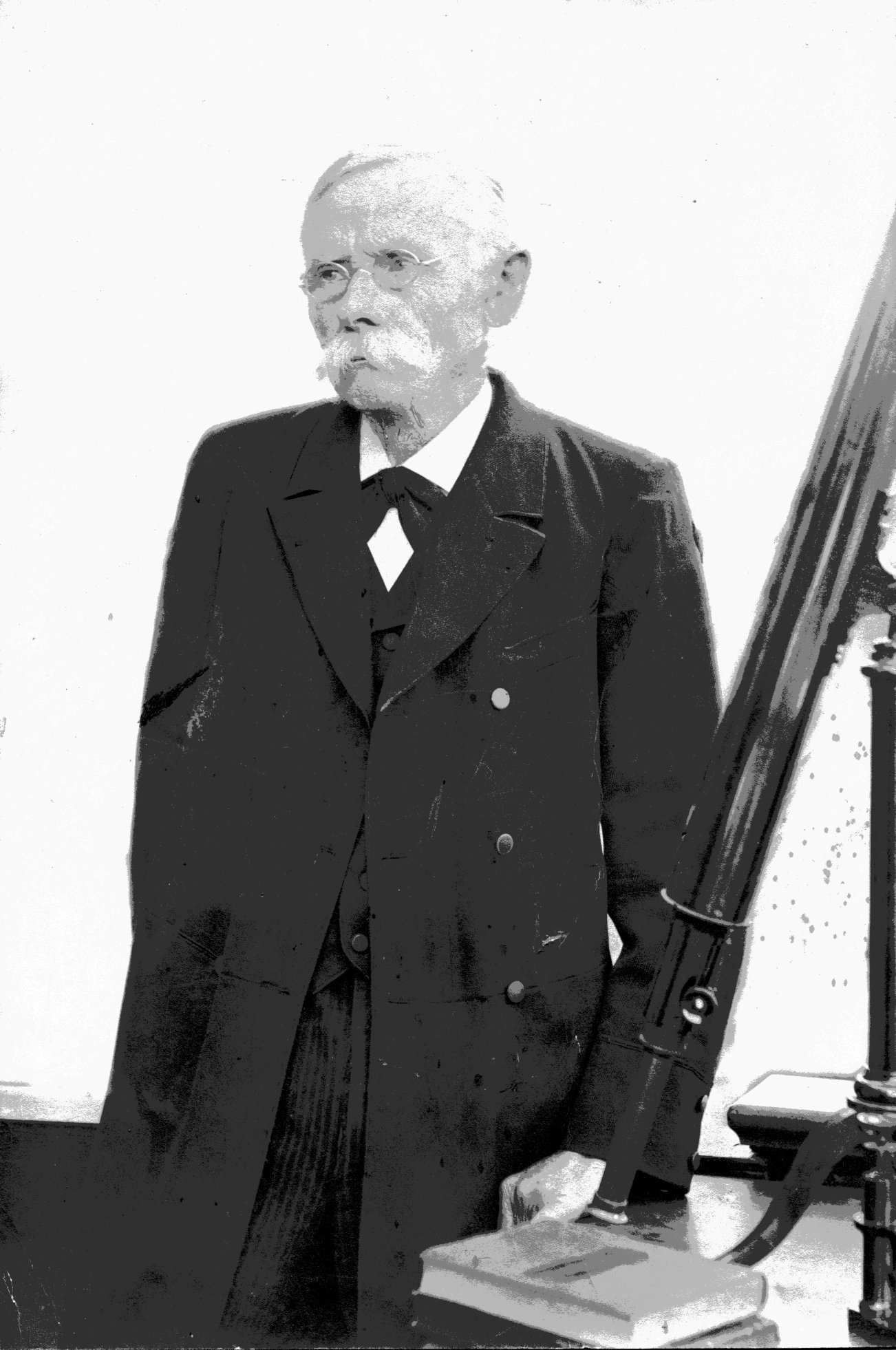
Moritz Hensoldt mit astronomischem Fernrohr August 1900

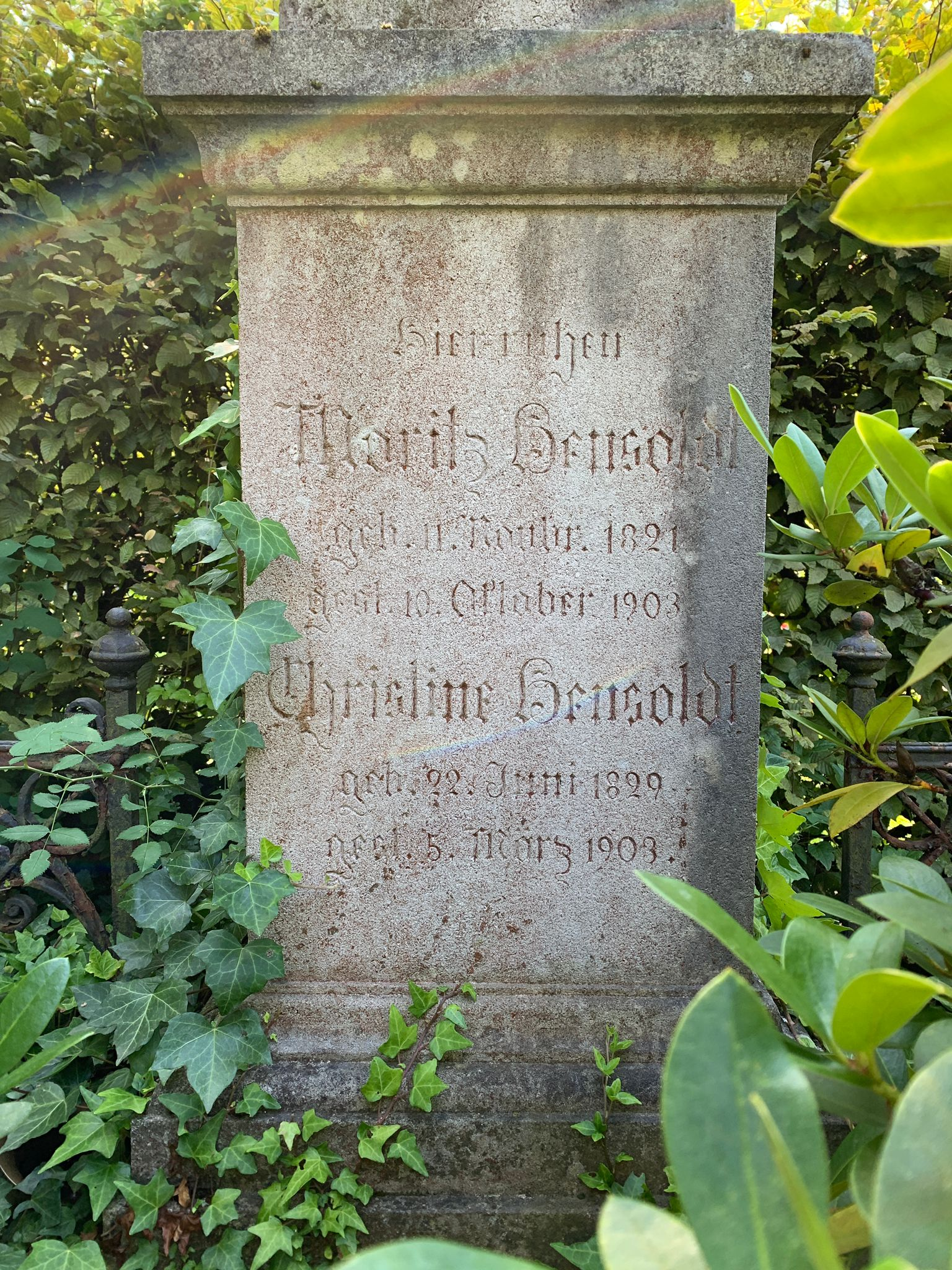
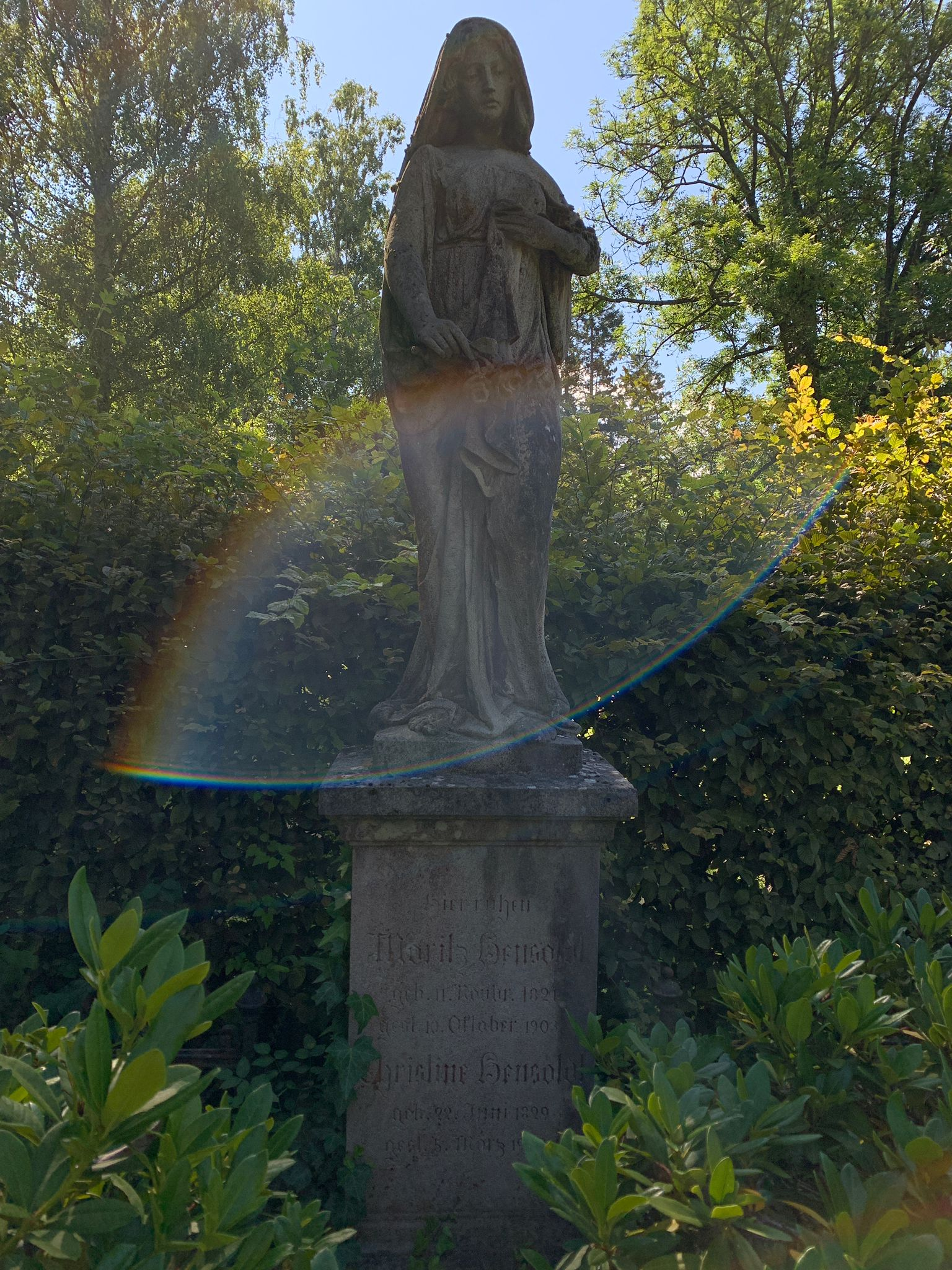
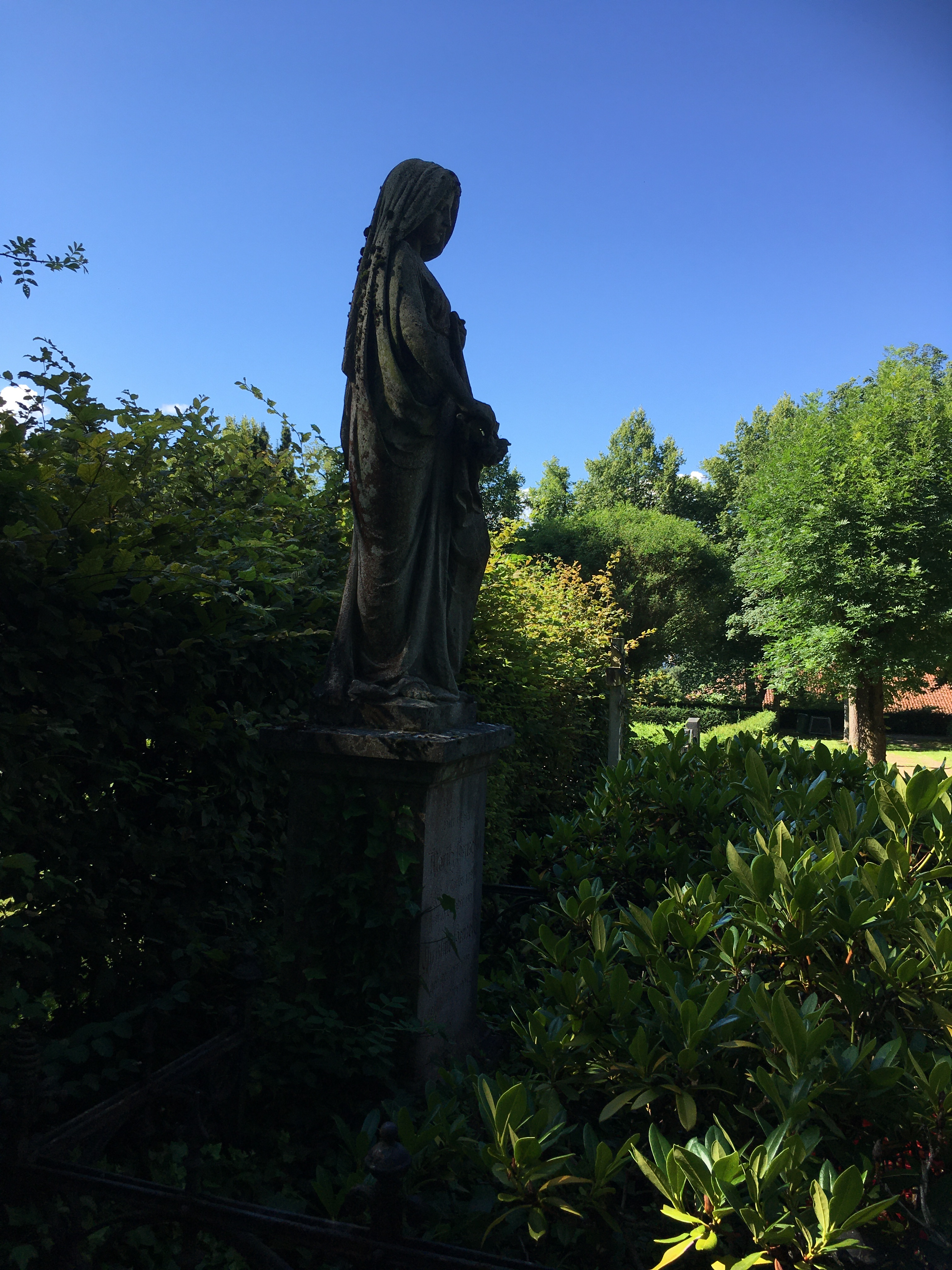
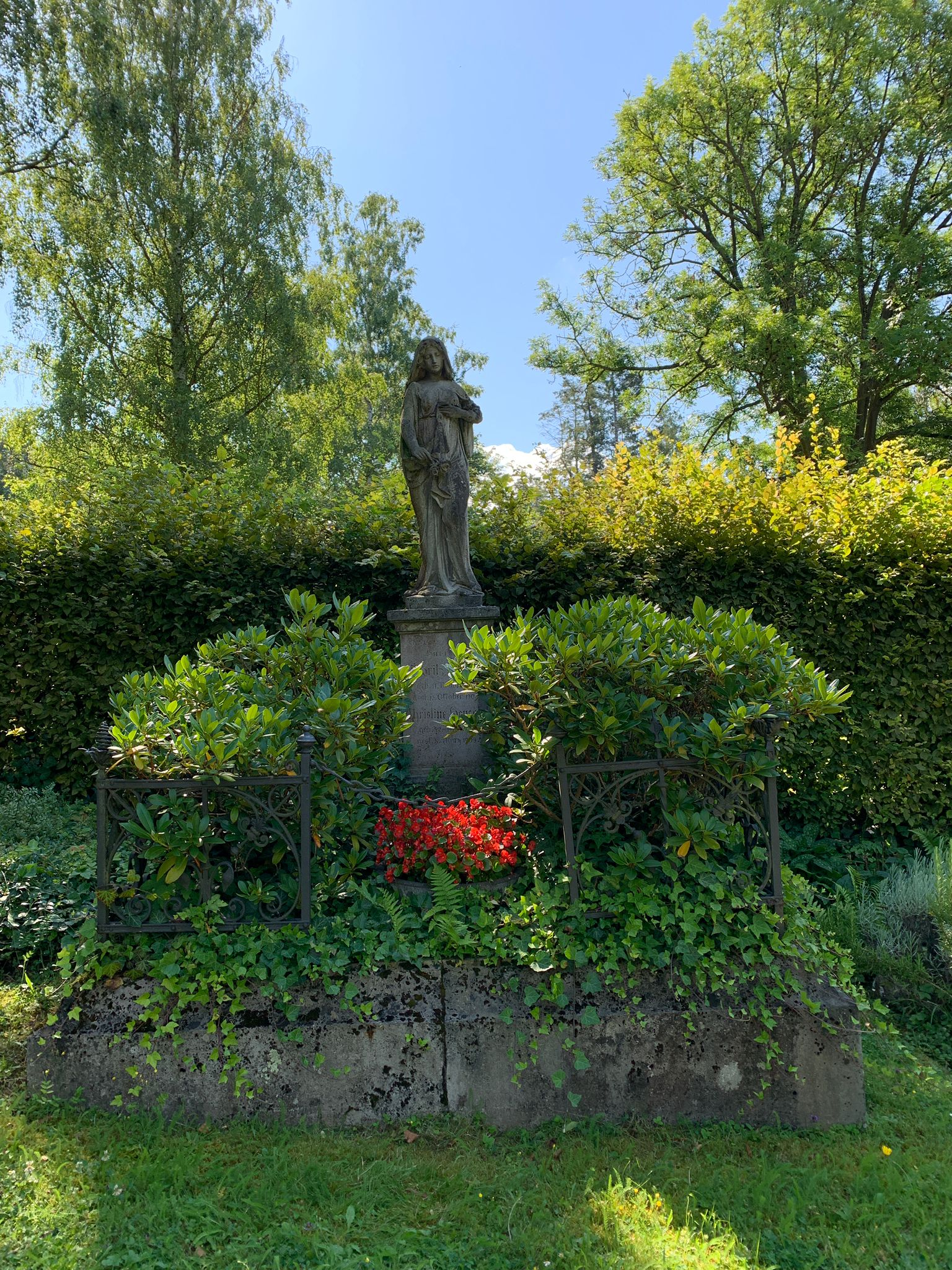
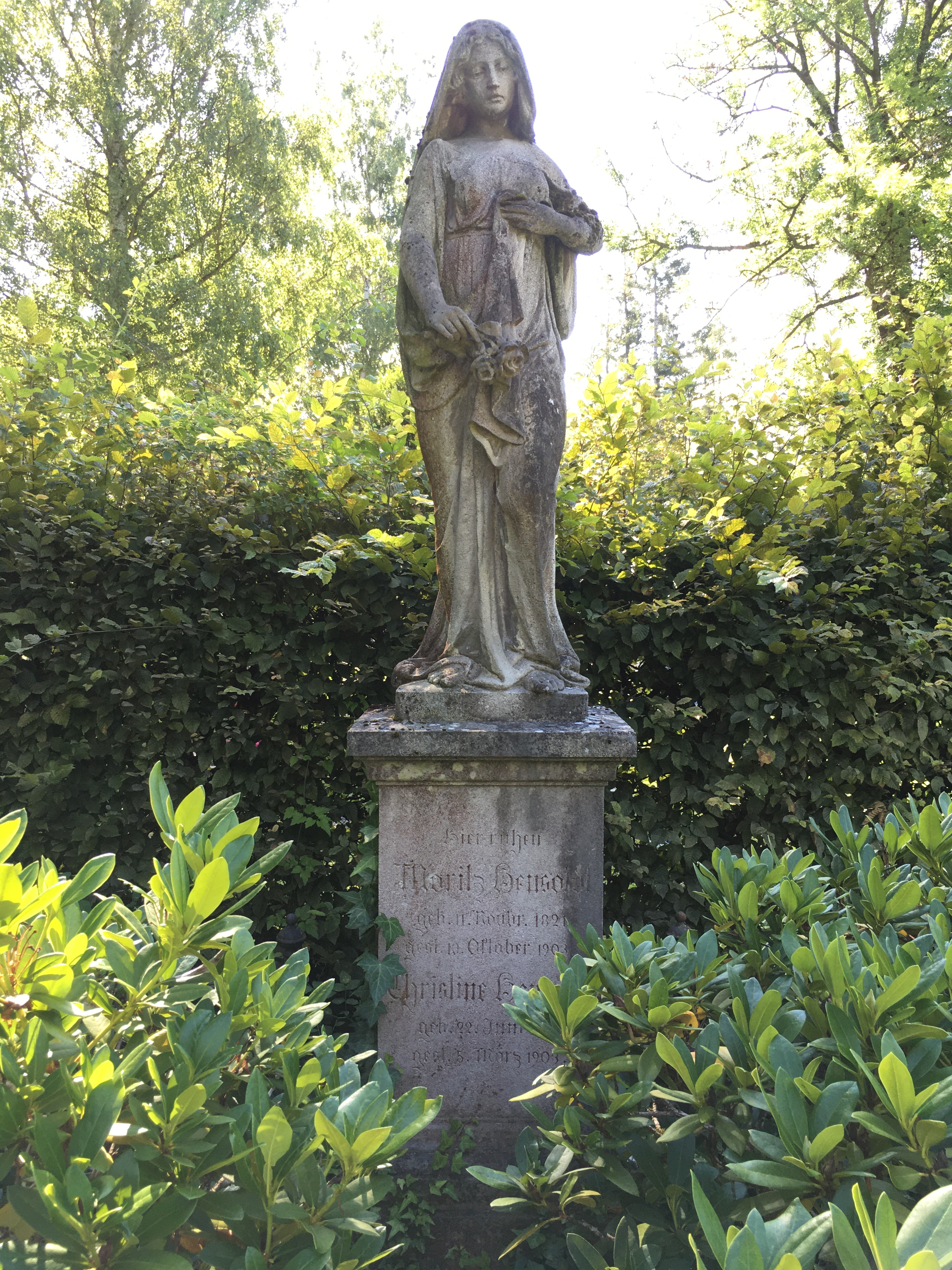
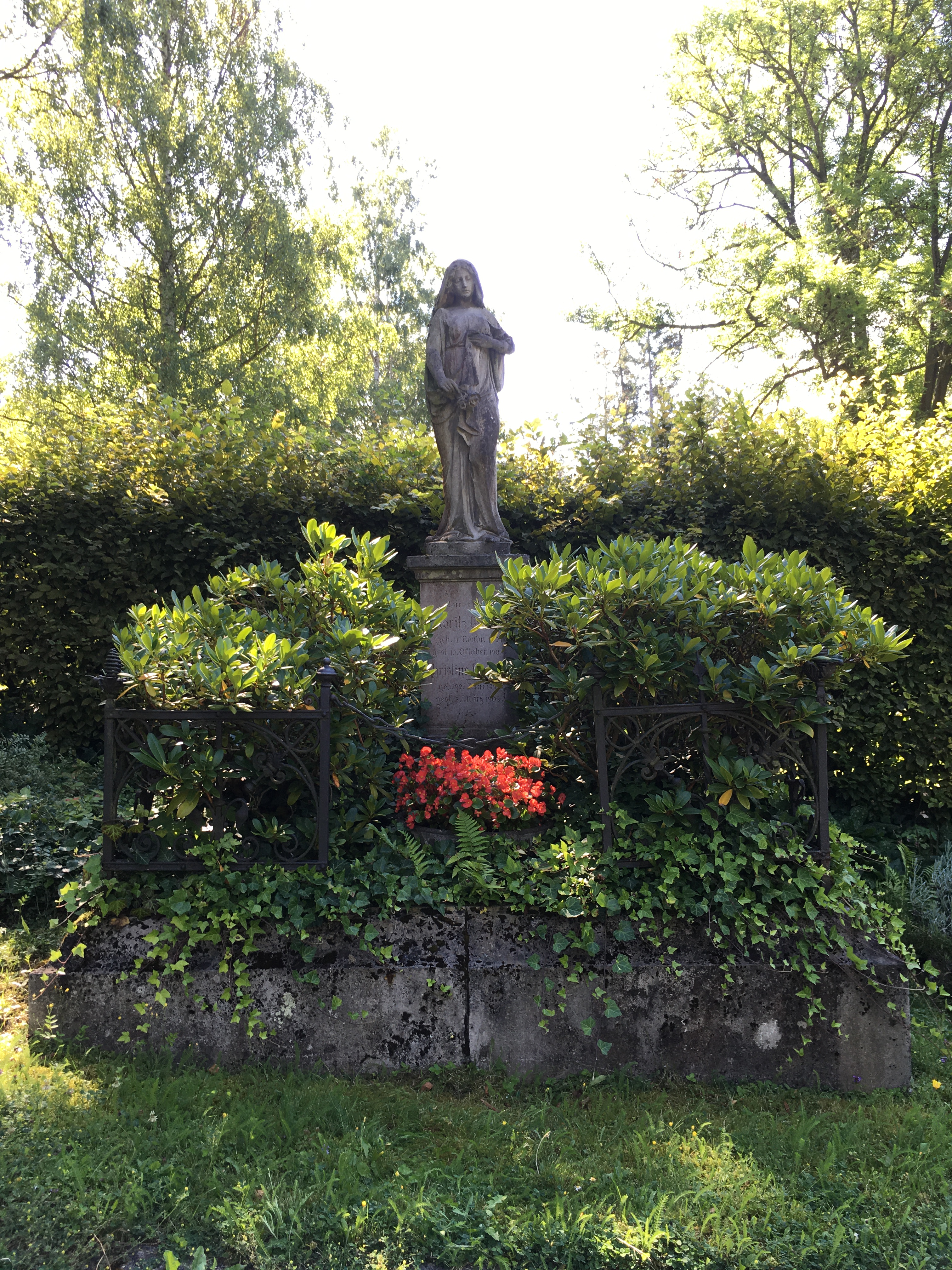

Am 10. Oktober 1903 ist er im Alter von fast 82 Jahren seiner bereits im Frühjahr verstorbenen Ehefrau Christine gefolgt. In einem Nachruf anlässlich des hundertjährigen Firmenjubiläums im Jahre 1952 heißt es:

„Er war ein schlichter stiller und bescheidener Mann, der ganz seiner wissenschaftlichen Arbeit lebte. Sein Andenken wirkt auch heute noch unter seinen Fachgenossen fort, die ihn, den tüchtigen und ehrlichen Meister von altem Schrot und Korn, zu den besten und ersten zählte, welche dem Mechaniker- und Optikerberufe je angehört haben.“

## Erfindungen und Neukonstruktionen Moritz Hensoldts
- 1877/78: Ablese-Mikroskop, ein Instrument, das bei Messinstrumenten umfangreiche Anwendung findet. Es wird bei genauen Kreisablesungen (Theodoliten, Meridiankreisen) gebraucht.

- 1879: Skala-Entfernungsmesser für militärische Zwecke

- 1880: Orthoskopisches Okular, eine Weiterentwicklung von Carl Kellners Okular

- 1892/93: Basis-Entfernungsmesser zusammen mit der Firma Beaulieu-Hahn in Kassel, bei dessen Konstruktion Hensoldt eine alte Idee in der Korrespondenz mit Kellner wieder aufgegriffen hat, nämlich bildumkehrende Prismenkombinationen zu verwenden

- ab 1897: Prismen-Doppelfernrohre mit fünfseitigem Pentaprisma, welches mit seiner zweimaligen Reflexion das sogenannte „Stehende Bild“ liefert und das Fernrohr in seiner Konstruktion wesentlich vereinfacht, ferner die Anwendung großer Objektive gestattet, die die Lichtstärke erheblich erhöhen

- 1899: kleiner Entfernungsmesser, ein Pentagon-Winkelprisma

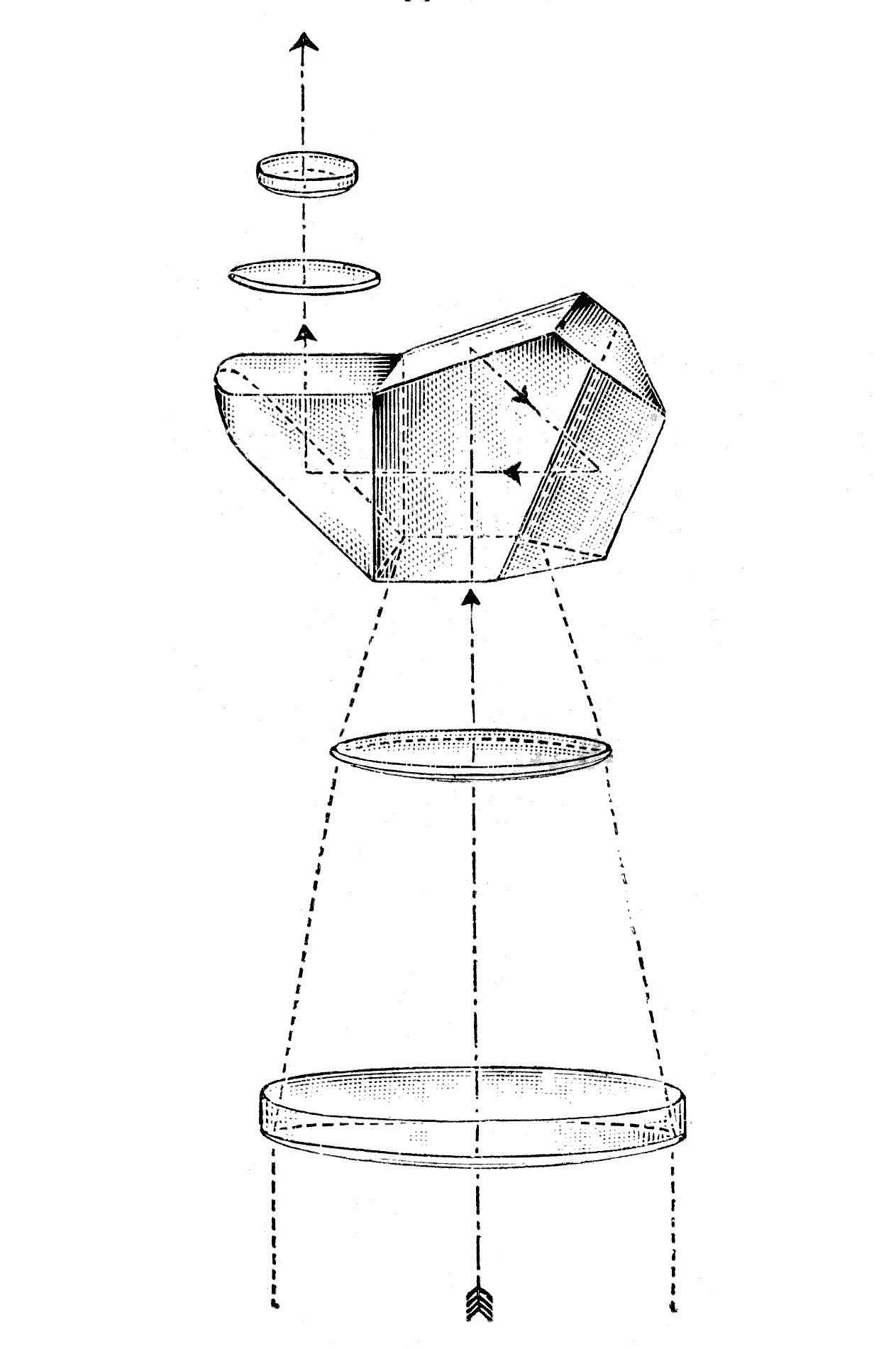
Linsen- und Prismensystem des dialytischen Pentaprismas (siehe auch obige Konstruktionszeichnung von 1897)

- ab 1900: Binokulares Fernrohr mit dialytischem System, eine Kombination des sogenannten dialytischen Objektiv-Systems mit einem mit einer Dachkante versehenen Pentaprisma mit dem Ziel, den Strahlengang im Fernglas zu verkürzen (handliche Größe). Mit einem hierdurch möglichen Objektivdurchmesser von 35 mm bei fünfmaliger Vergrößerung ist eine intensive Erhöhung der Lichtstärke erfolgt.

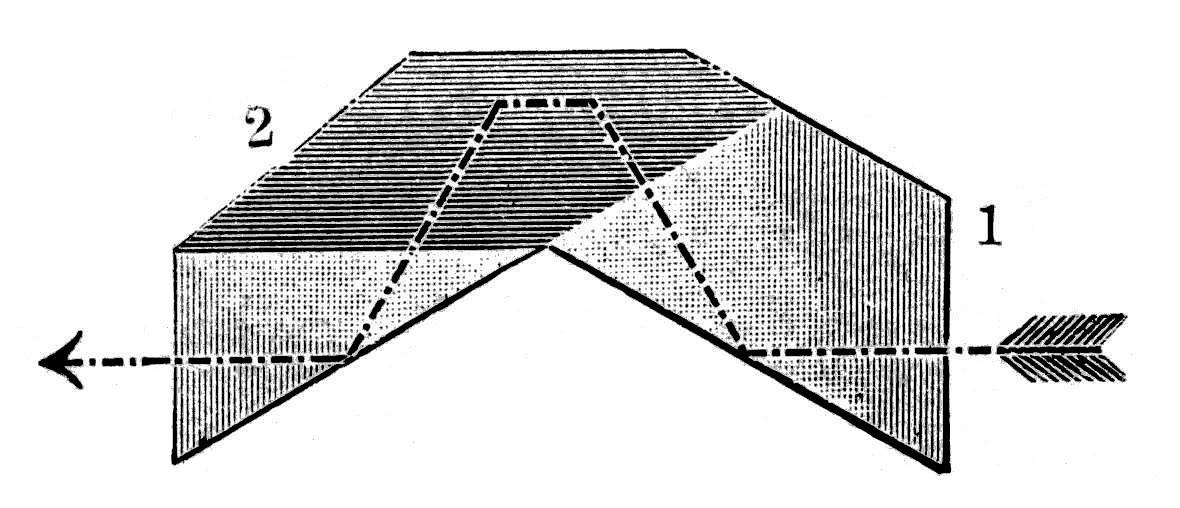
Das Prismensystem besteht aus den Glaskörpern 1 und 2. Körper 1 dient als Reflektor des vom Objektiv kommenden eintretenden Lichtstrahls, Körper 2 besitzt das die Bildumkehrung herbeiführende „Dach“.

- 1902: Prismenzielfernrohr für Gewehre: Die hier erstmals verwendeten neu gestalteten Dachprismen ermöglichten einen geradlinigen Achsenstrahl ohne Parallelverschiebung.

Anmerkung: Um 1900 ist es alleine der Firma Hensoldt möglich gewesen, Prismen mit Dachkante in Serie herzustellen. Die Empfindlichkeit der Dachkante, die sich bei einer Abweichung von nur wenigen Sekunden in Doppelkonturen äußert, machte die Erstellung eigener Prüfinstrumente erforderlich.
Die spezielle Prismenkonstruktion des Zielfernrohres fand später ihre erfolgreiche Anwendung in den ab 1906 von Hensoldts jüngstem Sohn Carl entwickelten Prismenfernrohr, dem Hensoldt-Dialyt.